# Duché d'Anhalt-Dessau
 (janvier 2024).
Si vous disposez d'ouvrages ou d'articles de référence ou si vous connaissez des sites web de qualité traitant du thème abordé ici, merci de compléter l'article en donnant les références utiles à sa vérifiabilité et en les liant à la section « Notes et références ».
1396-–1561
1603-–1863
Entités précédentes :
- Principauté d'Anhalt-Zerbst

Entités suivantes :
- Duché d'Anhalt

La principauté, puis le duché d'Anhalt-Dessau fut un État du Saint-Empire romain germanique jusqu'à 1806, de la confédération du Rhin (1806-1813) et de la Confédération germanique à partir de 1815. La résidence était à Dessau. En tant qu'une division de l'Anhalt, la principauté a existé de 1396 à 1544 et de 1603 jusqu'en 1863, année où Anhalt-Dessau est incorporée au duché d'Anhalt.

## Histoire

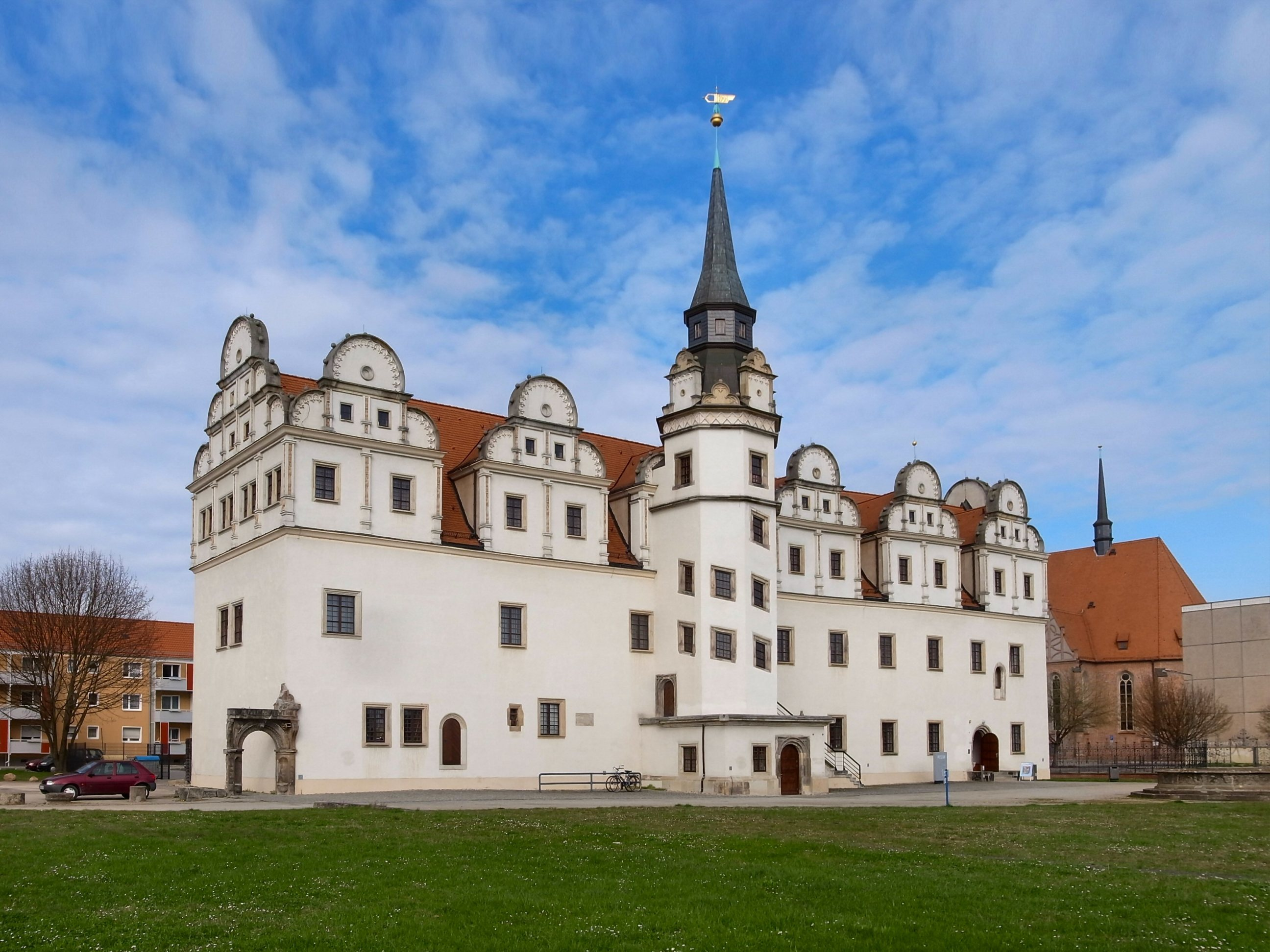
Le Johannbau, la partie conservée du château de Dessau.

Anhalt-Dessau naît en 1396, de la scission de la principauté d'Anhalt-Zerbst entre les fils du prince Jean II de la maison d'Ascanie : l'aîné, Sigismond Ier, s'installa à Dessau, ainsi que son frère cadet Albert IV régna sur la principauté d'Anhalt-Köthen.
La nouvelle principauté connaît à son tour plusieurs partitions par la suite, permettant la création de la principauté d'Anhalt-Köthen en 1471 et de la principauté d'Anhalt-Plötzkau en 1544. Après une brève réunion à la principauté d'Anhalt-Zerbst (1561-1603) sous le règne du prince Joachim-Ernest et ses fils, la principauté d'Anhalt-Dessau est recréé, puis élevé au rang de duché en 1807.
En 1863, le duc d'Anhalt-Dessau Léopold IV réunit les différentes possessions de Anhalt, relevant le titre de duc d'Anhalt, qui n'avait plus été porté depuis 1603.

## Liste des souverains d'Anhalt-Dessau

### Princes d'Anhalt-Dessau (1396-1561)
- 1396-1405 : Sigismond Ier
- 1405-1417 : Valdemar IV
- 1405-1452 : Sigismond II
- 1405-1469 : Albert V
- 1405-1474 : Georges Ier
- 1474-1487 : Sigismond III
- 1474-1509 : Georges II
- 1474-1510 : Rodolphe IV
- 1474-1516 : Ernest Ier
- 1516-1544 : Georges III
- 1516-1544 : Jean V
- 1516-1561 : Joachim Ier

### Princes d'Anhalt-Dessau (1603-1807)
- 1603-1618 : Jean-Georges Ier
- 1618-1660 : Jean-Casimir
- 1660-1693 : Jean-Georges II
- 1693-1747 : Léopold Ier
- 1747-1751 : Léopold II
- 1751-1807 : Léopold III

### Ducs d'Anhalt-Dessau (1807-1863)
- 1807-1817 : Léopold III
- 1817-1863 : Léopold IV

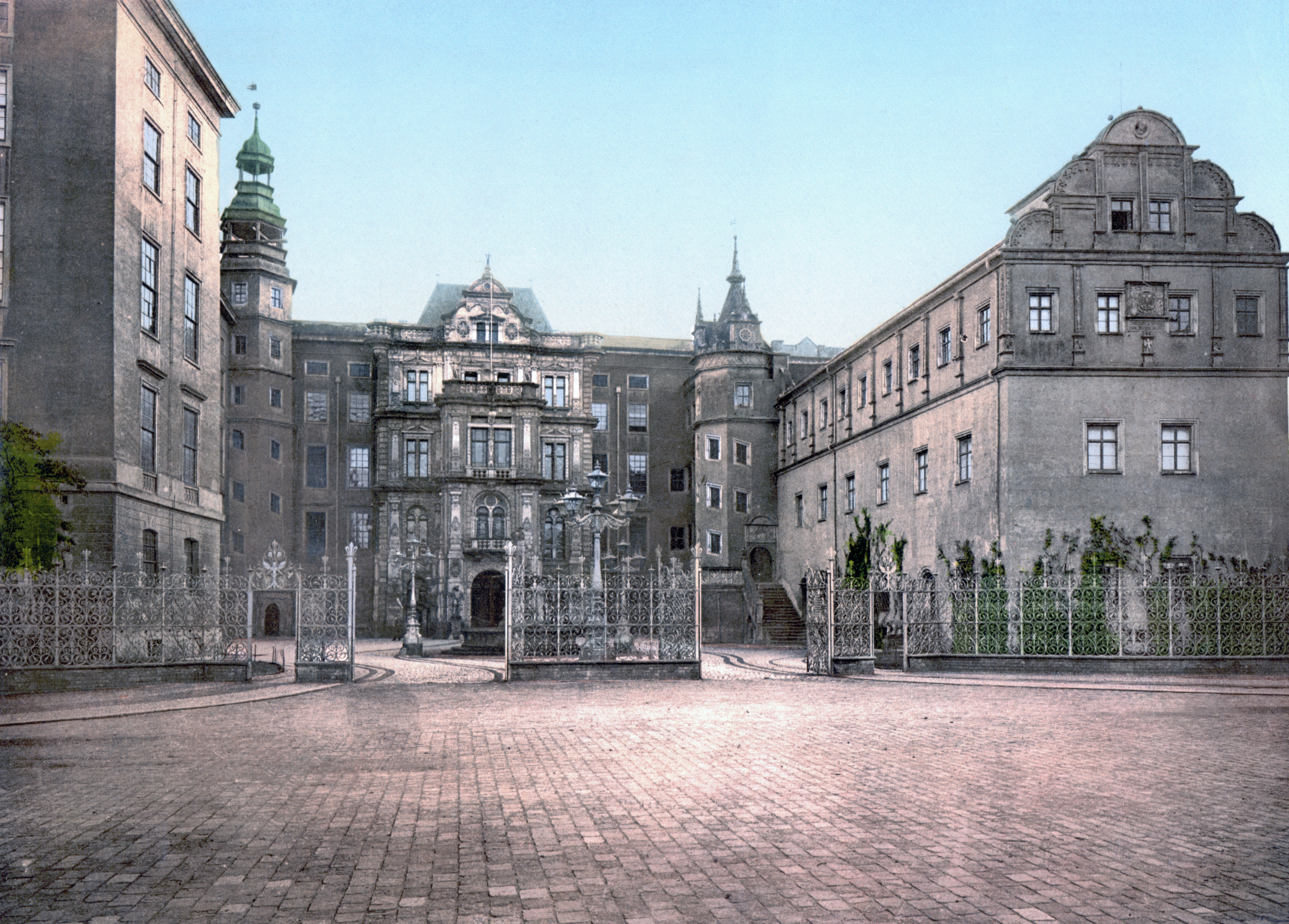
Château de Dessau (de) (construit au début du XVIe siècle)
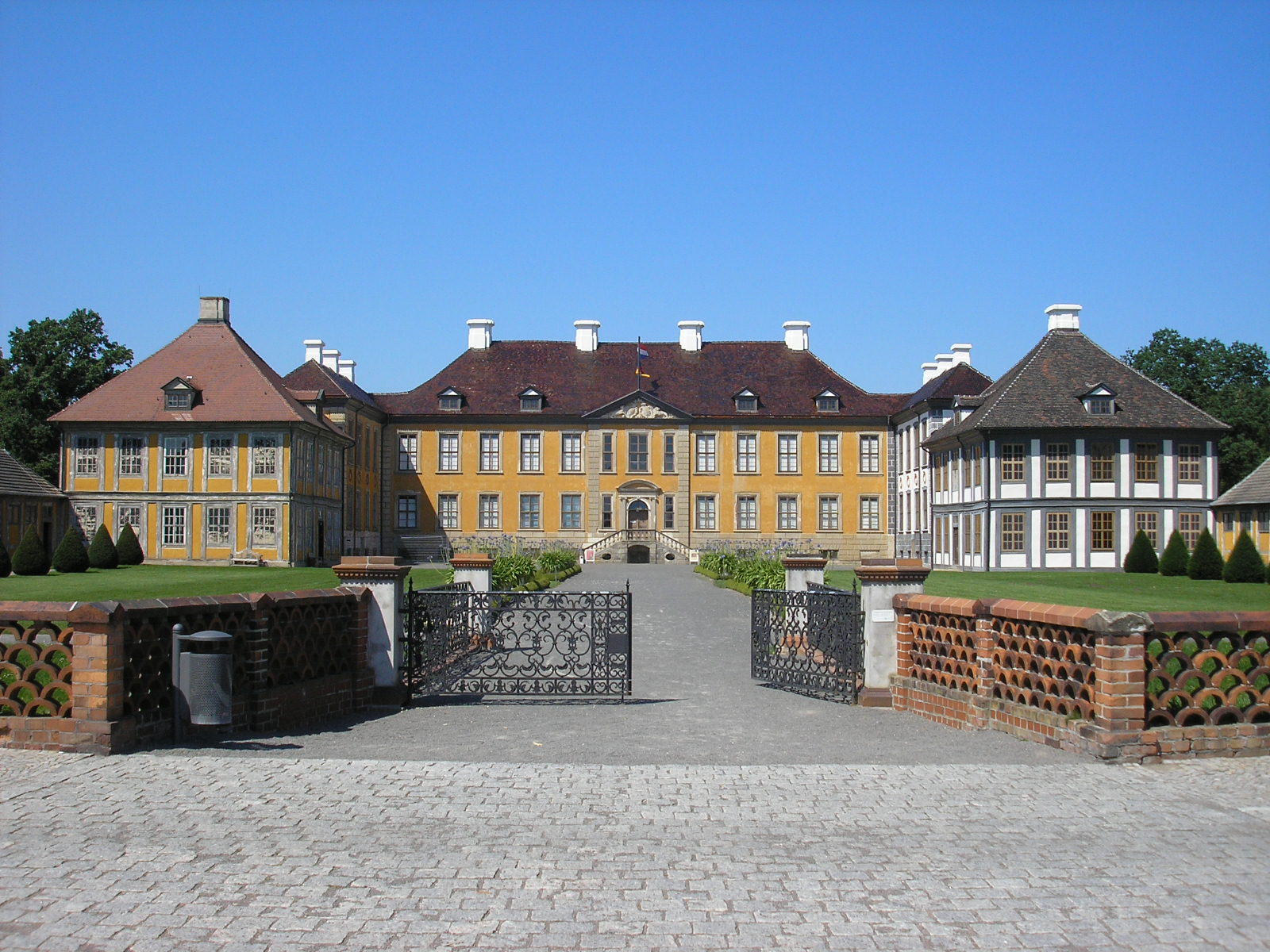
Château d'Oranienbaum (de), résidence d'été à partir de 1683 d'Henriette-Catherine d'Orange-Nassau, épouse du prince Jean-Georges II d'Anhalt-Dessau
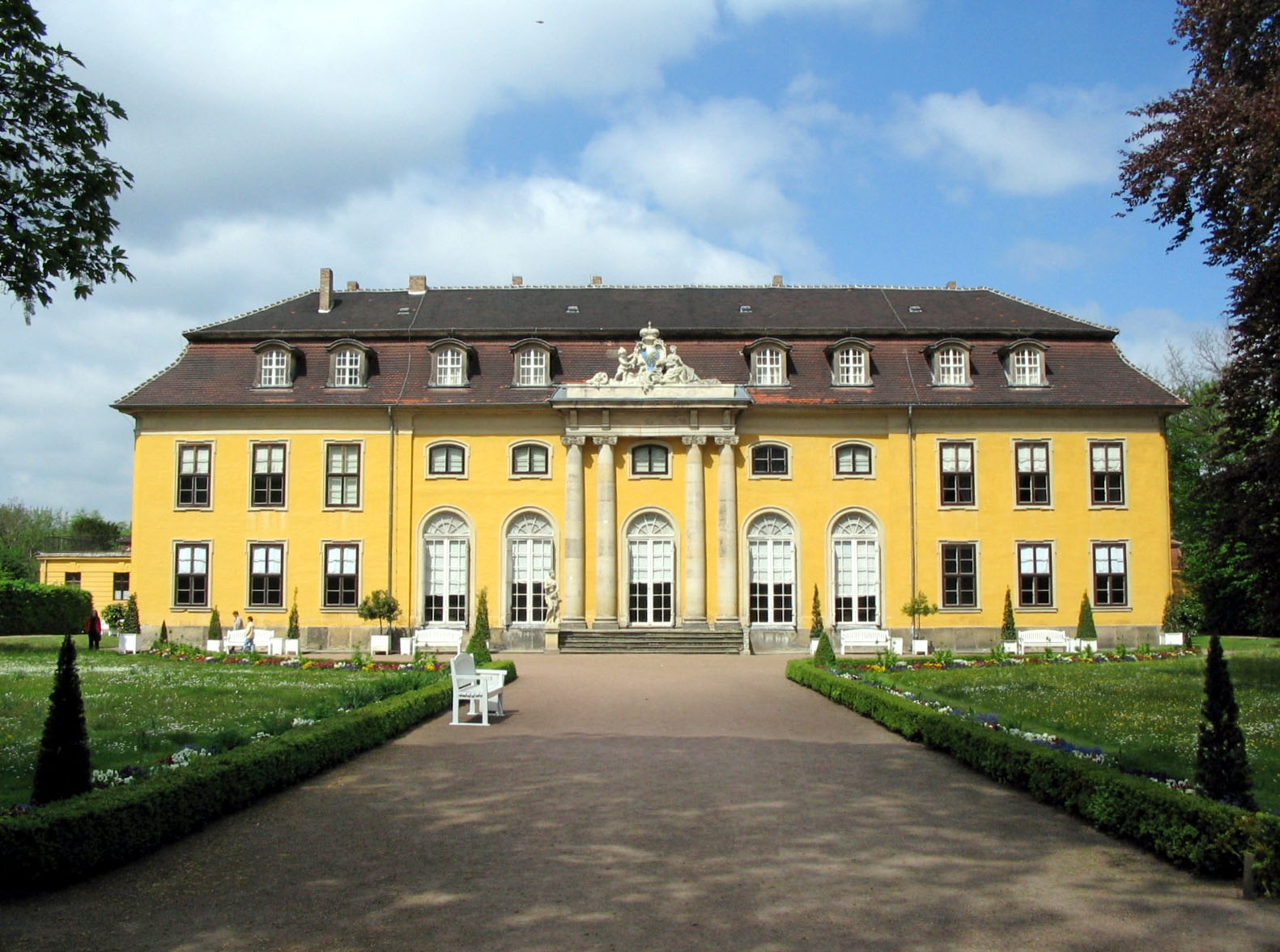
Château de Mosigkau, construit de 1752 à 1757 pour la princesse Anne-Wilhelmine d'Anhalt-Dessau
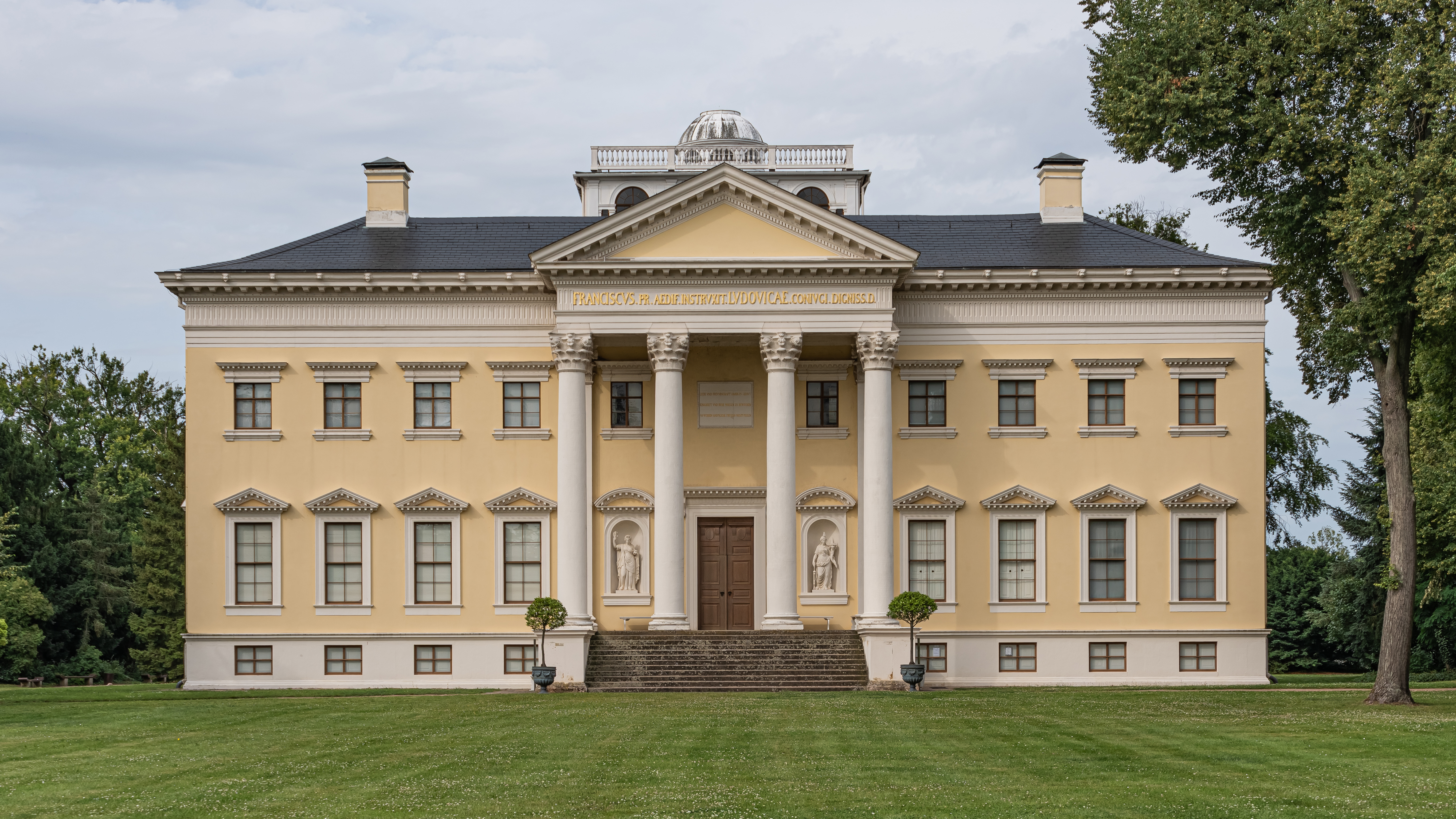
Château (de) du parc de Wörlitz (de), construit de 1769 à 1773 par Léopold III d'Anhalt-Dessau